# Itami
Itami (伊丹市 -shi) é uma cidade japonesa localizada na província de Hyogo.
Em 2003 a cidade tinha uma população estimada em 192 289 habitantes e uma densidade populacional de 7 706,97 h/km². Tem uma área total de 24,95 km².
Recebeu o estatuto de cidade a 10 de Novembro de 1940.